# 全国6人制バレーボールリーグ総合男女優勝大会
全国6人制バレーボールリーグ総合男女優勝大会（ぜんこく6にんせい―そうごうだんじょゆうしょうたいかい）は、2010年度より開始した日本のバレーボール大会である。

## 概略
2010年にそれまで30年続いた旧地域リーグ（6人制バレーボール選抜男女リーグ）と42回行われた全日本6人制バレーボール実業団男女優勝大会を統合した大会として創設された。日本バレーボール協会主催、日本バレーボールリーグ機構（Vリーグ機構）後援により行われる。旧地域リーグでは社会人（実業団・クラブチーム）のみであったが、新大会は大学も出場可となった。

## 大会方式
まず、4月から12月にかけてブロックごとで3～12チームによる「地域リーグ」を行い、それらの成績上位チームがブロック推薦として年明けの「（東西）決勝リーグ」に進出。
男子は東西ごとに、女子は全国一律で6～8チームによる1回戦総当り方式のリーグ戦を行う。男子はそれらを勝ち抜いた4チームによる「グランドチャンピオンマッチ」をワンデイトーナメントで行い優勝を決める。2012年3月、第2回大会において、富士通グループ長野が初のグランドチャンピオンに輝いた。
なお、地域リーグ・決勝リーグとも原則として参加チームのホームコートで実施。地域リーグ・決勝リーグは3セットマッチ、グランドチャンピオンマッチは5セットマッチとする。ただし当面は女子のグランドチャンピオンマッチは行わないため、リーグ戦終了時の1位チームが優勝となる。
Vリーグ準加盟チームが上位に入ればチャレンジリーグII（2015/16シーズンより開始される3部相当のリーグ。それまでは1部制=Vリーグの2部相当）昇格の権利が得られる。

## 歴代優勝チーム
男女の歴代優勝チームを下の表に示す。
東西決勝リーグ、決勝リーグ以降は、例年1月-3月に開催されるため、開催される年（西暦）は基本的に年度数に1を加えた年である。例えば、2011年度は2012年1月-3月に開催された。
| 回 | 年度   | 男子               | 男子                   | 男子                        | 女子               |
| 回 | 年度   | 東部決勝リーグ     | 西部決勝リーグ         | グランドチャンピオン マッチ | 決勝リーグ         |
| -- | ------ | ------------------ | ---------------------- | --------------------------- | ------------------ |
| 1  | 2010年 | 三菱東京UFJ銀行    | クボタ                 | （中止）                    | JAぎふ             |
| 2  | 2011年 | 富士通グループ長野 | 東洋アルミFour Seasons | 富士通グループ長野          | JAぎふ             |
| 3  | 2012年 | アザレア           | クボタ                 | アザレア                    | ブレス静岡         |
| 4  | 2013年 | アザレア           | クボタ                 | アザレア                    | 三菱東京UFJ銀行    |
| 5  | 2014年 | VC長野トライデンツ | クボタ                 | VC長野トライデンツ          | ブレス浜松         |
| 6  | 2015年 | 東京海上日動       | クボタ                 | 三菱東京UFJ銀行             | 三菱東京UFJ銀行    |
| 7  | 2016年 | 東京海上日動       | クボタ                 | アイ・ディー・エフ          | CLUB EHIME         |
| 8  | 2017年 | 東京海上           | クボタ                 | クボタ                      | ヴィクトリーナ姫路 |
| 9  | 2018年 | アイシン精機       | クボタ                 | クボタ                      | 山梨中央銀行       |
| 10 | 2019年 | JUWA               | クボタ                 | （中止）                    | 山梨中央銀行       |

| 回 | 年度   | 男子           | 男子                     | 男子                        | 女子             | 女子           | 女子                        |
| 回 | 年度   | 東部決勝リーグ | 西部決勝リーグ           | グランドチャンピオン マッチ | 東部決勝リーグ   | 西部決勝リーグ | グランドチャンピオン マッチ |
| -- | ------ | -------------- | ------------------------ | --------------------------- | ---------------- | -------------- | --------------------------- |
| 11 | 2020年 | （中止）       | （中止）                 | （中止）                    | （中止）         | （中止）       | （中止）                    |
| 12 | 2021年 | （中止）       | （中止）                 | （中止）                    | アルテミス北海道 | KANOA福岡      | （中止）                    |
| 13 | 2022年 | 東京スリジエ   | フラーゴラッド鹿児島     | 東京スリジエ                | 山梨中央銀行     | 倉敷アブレイズ | アルテミス北海道            |
| 14 | 2023年 | Reve's栃木     | JUWA                     | Reve's栃木                  | 山梨中央銀行     | ヴィアーレ兵庫 | 山梨中央銀行                |
| 15 | 2024年 | 東京海上・JUWA | トヨタ自動車サンホークス | トヨタ自動車サンホークス    | 山梨中央銀行     | ヴィアーレ兵庫 | 山梨中央銀行                |